# 감금의 시간
"감금의 시간"은 2015년에 개봉한 대한민국의 영화이다.
- 전유진 : 현아 역
- 허동원 : 정호 역
- 지정우
- 보리